# Krasnogwardiejskoje (Adygeja)
Krasnogwardiejskoje (ros. Красногварде́йское) – wieś (ros. село, trb. sieło) w Rosji, w Adygei. W 2010 roku liczyła 9459 mieszkańców.